# Celina Jesionowska
Celina Jesionowska (Gerwin, Orzechowska) (née le 3 novembre 1933 à Łomża) est une athlète polonaise spécialiste du 100 mètres. Licenciée au Legia Varsovie, elle mesure 1,64 m pour 55 kg.

## Carrière

### Palmarès
| Date | Compétition           | Lieu      | Résultat | Performance |
| ---- | --------------------- | --------- | -------- | ----------- |
| 1954 | Championnats d'Europe | Berne     | 5e       | 47 s 1      |
| 1958 | Championnats d'Europe | Stockholm | 3e       | 46 s 0      |
| 1960 | Jeux olympiques d'été | Rome      | 3e       | 45 s 0      |

### Records
| Épreuve          | Performance | Lieu      | Date |
| ---------------- | ----------- | --------- | ---- |
| 100 mètres       | 11 s 8      | Bydgoszcz | 1958 |
| 200 mètres       | 23 s 8      | Olsztyn   | 1960 |
| Saut en longueur | 5,85 m      | Łódź      | 1959 |